# Классика Сан-Себастьяна 2011
31-й выпуск Классики Сан-Себастьяна— однодневная велогонка проходившая в окрестностях одноименного испанского города Сан-Себастьян. Она прошла 30 июля. Филипп Жильбер первым преодолел 234 километра и выиграл четвёртую подряд однодневку Мирового Тура.

## Участники
На старт вышли 168 гонщиков, по 8 из 21 команды. 18 команд имели лицензию ProTour, остальные приглашения получили 3 испанские команды: Andalucía-Caja Granada, Caja Rural и Geox-TMC. В гонке стартовали многие участники Тур де Франс 2011, завершившегося неделей ранее.
| UCI ProTeams (18)- Ag2r La Mondiale - Astana - BMC Racing Team - Euskaltel-Euskadi - Garmin-Cervélo - HTC-Highroad - Katusha - Lampre-ISD - Leopard-Trek - Liquigas-Cannondale - Movistar Team - Omega Pharma-Lotto - Quick Step Cycling Team - Rabobank - Team RadioShack - Saxo Bank-Sungard - Sky ProCycling - Vacansoleil-DCM UCI Professional Continental Teams (3)- Andalucía Caja Granada - Caja Rural - Geox-TMC |
| |

## Ход гонки
Традиционно по ходу гонки уезжали и догонялись многочисленные отрывы, один из них добился преимущества в 10 минут, однако не они разыграли победу. Ближе к финишу темп ускорялся и пелотон просеивался: после прохождения за 40 километров до финиша Хайскибеля, вершины первой категории, в пелотоне оставалось чуть более 30 человек. На Аркале, последнем категорийном подъёме за 16 километра до конца, в атаку пошёл Аймар Субельдия, за него зацепился Йелле Ванендерт. На вершине их догнали ещё 8 сильных гонщиков; эта десятка и разыграла очки Мирового Тура. Только двое из них, Филипп Жильбер и его грегари Ванендерт, представляли одну команду. Несколько спортсменов предпринимали попытку побега, самая внушительная на счету Карлос Барредо; атаки нейтрализовывались в многом за счёт усилий Ванендерта. За 4 километра до финиша начался заключительный километровый подъём, где предсказуемо навсегда уехал Жильбер, быстро добившийся разрыва в 15 секунд. Барредо предпринял ещё одну сольную атаку, что позволило ему занять второе место. Грег ван Авермат выиграл спринт за третье место.

## Результаты
| \| Генеральная классификация \| Генеральная классификация \| Генеральная классификация \| Генеральная классификация \| Генеральная классификация \| \| Гонщик \| Гонщик \| Команда \| Время \| \| \| ------------------------- \| ------------------------- \| ------------------------- \| ------------------------- \| ------------------------- \| \| 1-й \| Филипп Жильбер \| Omega Pharma-Lotto \| 5ч 48' 52 \| \| \| 2-й \| Карлос Барредо \| Rabobank \| + 12 \| \| \| 3-й \| Грег Ван Авермат \| BMC Racing Team \| + 14 \| \| \| 4-й \| Хоаким Родригес \| Katusha \| + 14 \| \| \| 5-й \| Дрис Девенинс \| Quick Step \| + 14 \| \| \| 6-й \| Фрэнк Шлек \| Leopard-Trek \| + 14 \| \| \| 7-й \| Аймар Субельдия \| Team RadioShack \| + 14 \| \| \| 8-й \| Самуэль Санчес \| Euskaltel-Euskadi \| + 14 \| \| \| 9-й \| Ригоберто Уран \| Team Sky \| + 14 \| \| \| 10-й \| Йелле Ванендерт \| Omega Pharma-Lotto \| + 50 \| \| |                  |                    |           |
| |                  |                    |           |
| Источник: ProCyclingStats |                  |                    |           |
| Генеральная классификация |                  |                    |           |
| Гонщик | Гонщик           | Команда            | Время     |
| 1-й | Филипп Жильбер   | Omega Pharma-Lotto | 5ч 48' 52 |
| 2-й | Карлос Барредо   | Rabobank           | + 12      |
| 3-й | Грег Ван Авермат | BMC Racing Team    | + 14      |
| 4-й | Хоаким Родригес  | Katusha            | + 14      |
| 5-й | Дрис Девенинс    | Quick Step         | + 14      |
| 6-й | Фрэнк Шлек       | Leopard-Trek       | + 14      |
| 7-й | Аймар Субельдия  | Team RadioShack    | + 14      |
| 8-й | Самуэль Санчес   | Euskaltel-Euskadi  | + 14      |
| 9-й | Ригоберто Уран   | Team Sky           | + 14      |
| 10-й | Йелле Ванендерт  | Omega Pharma-Lotto | + 50      |